# Leuctra insubrica
Leuctra insubrica is een steenvlieg uit de familie naaldsteenvliegen (Leuctridae). De wetenschappelijke naam van de soort is voor het eerst geldig gepubliceerd in 1949 door Aubert.